# Krčmaň
Krčmaň település Csehországban, a Olomouci járásban. Krčmaň Velký Týnec, Majetín, Čelechovice és Grygov településekkel határos. Lakosainak száma 501 fő (2024. január 1.).

## Népesség
A település lakosságának változását az alábbi diagram mutatja:
| Lakosok száma | 410  | 601  | 700  | 609  | 545  | 448  | 465  | 469  | 488  | 501  |
|               | 1869 | 1900 | 1921 | 1961 | 1980 | 2011 | 2016 | 2019 | 2021 | 2024 |